# Президентские выборы в Финляндии (1919)
Президентские выборы в Финляндии в 1919 состоялись впервые после обретения страной независимости и введения республиканской формы правления. Должность президента Финляндии была учреждена Конституционным Актом 1919 года, утвержденным регентом К. Г. Маннергеймом 17 июля 1919. В соответствии с Конституционным Актом, президент избирался парламентом Финляндии. На этих выборах, прошедших 25 июля, победу одержал К. Ю. Стольберг, поддержанный Национальной прогрессивной партией и Аграрной лигой, набрав 143 голоса и опередив своего соперника Маннергейма, получившего всего 50 голосов. Стольберг вступил в должность президента страны 26 июля 1919 и находился на этом посту до 2 марта 1925.

## Результаты выборов
| Кандидат         | Партийная принадлежность                | Подано голосов |
| ---------------- | --------------------------------------- | -------------- |
| К. Ю. Стольберг  | Национальная прогрессивная партия       | 143            |
| К. Г. Маннергейм | Национальная коалиция (партия)          | 50             |
| Л. К. Реландер   | Финляндский центр                       | 1              |
| В.Таннер         | Социал-демократическая партия Финляндии | 1              |